# Aloe succotrina
Aloe succotrina ist eine Pflanzenart der Gattung der Aloen in der Unterfamilie der Affodillgewächse (Asphodeloideae). Das Artepitheton succotrina verweist entweder auf die vermutete Herkunft der Art von Sokotra oder leitet sich von den lateinischen Worten succus für ‚Saft‘ sowie citrinus für ‚zitronengelb‘ ab.

## Beschreibung

### Vegetative Merkmale
Aloe succotrina wächst stammbildend oder gelegentlich fast stammlos, ist einfach oder verzweigt von der Basis und darüber. Der aufrechte oder niederliegende Stamm erreicht eine Länge von bis zu 2 Metern und einen Durchmesser von 15 Zentimeter. Die lanzettlich verschmälerten Laubblätter bilden dichte Rosetten. Tote Blätter sind am Stamm ausdauernd. Die trüb- bis graugrüne, undeutlich linierte Blattspreite ist bis zu 50 Zentimeter lang und 10 Zentimeter breit. Gelegentlich sind wenige kleine, zerstreute, weiße Flecken vorhanden. Die festen weißen Zähne am schmalen, knorpeligen, für gewöhnlich trübweißen Blattrand sind 2 bis 4 Millimeter lang und stehen bis zu 10 Millimeter voneinander entfernt.

### Blütenstände und Blüten
Der für gewöhnlich einfache Blütenstand erreicht eine Länge von etwa 100 Zentimeter. Die ziemlich dichten, zylindrisch spitz zulaufenden Trauben sind 25 bis 35 Zentimeter lang. Die lanzettlichen Brakteen weisen eine Länge von 20 Millimeter auf und sind 10 Millimeter breit. Die glänzend roten bis rötlich lachsrosafarbenen Blüten sind grün gespitzt und stehen an 30 Millimeter langen Blütenstielen. Die Blüten sind 40 Millimeter lang und an ihrer Basis gestutzt. Oberhalb des Fruchtknotens sind die Blüten nicht verengt. Ihre äußeren Perigonblätter sind nicht miteinander verwachsen. Die Staubblätter und der Griffel ragen 3 bis 5 Millimeter aus der Blüte heraus.

### Genetik
Die Chromosomenzahl beträgt {\displaystyle 2n=14}.

## Systematik und Verbreitung
Aloe succotrina ist in südafrikanischen Provinz Westkap zwischen Sandsteinblöcken immer in Meeresnähe bis in Höhen von 600 Metern verbreitet. 
Die Erstbeschreibung durch Richard Weston wurde 1779 veröffentlicht.
Folgende Taxa wurden als Synonym in die Art einbezogen: Aloe perfoliata var. ξ L. (1753), Aloe soccotrina Garsault (1767, nom. inval. ICBN-Artikel 32.8), Aloe vera Mill. (1768, nom. illeg. ICBN-Artikel 53.1), Aloe succotrina All. (1773, nom. illeg., ICBN-Artikel 53.1), Aloe succotrina Lam. (1783, nom. illeg. ICBN-Artikel 53.1), Aloe perfoliata var. purpurascens Aiton (1789), Aloe purpurascens (Aiton) Haw. (1804), Aloe perfoliata var. succotrina Aiton (1789), Aloe sinuata Thunb. (1794), Aloe soccotrina var. purpurascens Ker Gawl. (1812, nom. inval. ICBN-Artikel 43.1), Aloe soccotorina Schult. & Schult.f. (1829, nom. inval. ICBN-Artikel 61.1) und Aloe succotrina var. saxigena A.Berger (1908).

## Nachweise